# 1992年10月逝世人物列表
1992年逝世人物列表：1月 - 2月 - 3月 - 4月 - 5月 - 6月 - 7月 - 8月 - 9月 - 10月 - 11月 - 12月
1992年10月逝世人物列表，是用於匯總1992年10月期間逝世人物的列表。

## 依日期排序

### 1日
- 格特·巴斯蒂安，69歲，德國政治家[1]
- 伊爾加·伊斯梅洛夫，33歲，亞塞拜然士兵[2]
- 佩特拉·凱利，44歲，德國政治家[3]
- 阿里·马马多夫，37歲，亞塞拜然士兵和戰爭英雄
- 馬克斯·特拉，61歲，印尼電影攝影師[4]
- 薩爾瓦多·瓦利圖蒂，85歲，義大利教師和政治家。

### 2日
- 薩比哈·本古塔斯，88歲，土耳其雕塑家。
- 霍納帕·博伽瓦塔爾，77歲，印度演員，音樂家和歌手。
- 文森特·哈利南，95歲，美國律師[5]
- 路易士·塞拉，56歲，烏拉圭自行車運動員[6]
- 波格丹·蘇霍多爾斯基，88歲，波蘭哲學家和政治家。[7]

### 3日
- 阿利亚尔·阿利耶夫，34歲，亞塞拜然軍官和戰爭英雄
- 約翰·卡里西，70歲，美國小號手和作曲家[8]
- 泰德·戴利，83歲，美國橄欖球運動員[9]
- 約翰·威廉·大衛斯，76歲，美國政治家。
- 弗里茨·登纳莱因，56歲，意大利游泳、水球運動員。[10]
- 莉莉·赫葛籣德，88歲，丹麥電影女演員。
- 彼得·克萊因，85歲，德國歌劇歌手。
- 馬雷克·彼得魯塞維奇，58歲，波蘭游泳運動員[11]
- 歐內斯特·沃爾維勒，99歲，美國化學家[12]
- 肯·威爾姆斯赫斯特，61歲，英國跳遠運動員[13]

### 4日
- 佐爾坦·拉約什·貝，92歲，匈牙利物理學家和工程師。[14]
- 穆罕默德·貝納齊扎，33歲，法國健美運動員。[15]
- 丹尼·哈默，56歲，紐西蘭賽車手
- 赫伯特·塔比亞，65歲，斯裡蘭卡律師和法官。

### 5日
- 薩丹巴蘇，70歲，印度物理化學家和學者。
- 科內利斯·伯庫維爾，73歲，荷蘭政治家[16]
- 约斯塔·卡尔松，86歲，瑞典奧運會自行車運動員[17]
- 埃迪·肯德里克斯，52歲，美國歌手和詞曲作者
- 弗雷德·奧塔什，70歲，美國私家偵探和好萊塢修復師[18]
- 阿帕薩希布·潘特，80歲，印度外交官，作家和自由鬥士。

### 6日
- 丹霍姆·艾略特，70歲，英國演員[19]
- 娜塔莉·莫爾黑德，91歲，美國電影和舞臺女演員[20]
- 比爾·奧賴利，86歲，澳大利亞板球運動員[21]
- 瑪吉特·西莫，79歲，匈牙利裔德國女演員[22]

### 7日
- 尼基·艾倫，7歲，英國謀殺案受害者[23]
- 艾纳·贝里，90歲，瑞典奧運會游泳運動員[24]
- 埃德·布萊克威爾，62歲，美國爵士鼓手[25]
- 艾伦·布鲁姆，62歲，美國哲學家[26]
- 馬丁·艾希勒，80歲，德國數論家。
- 北川三夫，77歲，日裔美國宗教研究學者。
- 比爾·羅賓遜，73歲，英格蘭足球運動員[27]
- 米卡伊爾·烏西諾夫，87歲，亞塞拜然建築師。

### 8日
- 羅伯特·貝德拉，43歲，美國連環殺手和強姦犯
- 维利·勃兰特，78歲，德國政治家，總理[28]
- 伊恩·格雷厄姆·加斯，66歲，英國地質學家[29]
- 林茲利·帕森斯，87歲，美國電影製片人和編劇[30]

### 9日
- 多比·巴特林，79歲，美式橄欖球運動員和教練。
- 延傑伊·吉爾蒂奇，89歲，波蘭作家和政治家[31]
- 邁克·格拉，79歲，古巴棒球運動員[32]
- 哈金德·辛格·金達，31歲，印度錫克教分離主義者
- 本·馬多，83歲，美國編劇和紀錄片導演[33]
- 瑪麗·A·R·馬歇爾，71歲，美國政治家
- 朱利亞諾·拉維扎，66歲，義大利時裝設計師[34]
- 佩爾·奧洛夫·桑德曼，70歲，瑞典作家[35]

### 10日
- 沙孟海，92歲，中國書法大師。[36]
- 沃莎·克勞德·諾思地，74歲，美國原住民藝術家，教師和活動家。
- 詹姆斯·西伊，78歲，美國演員[37]
- 佐菲亞·沃伊喬夫斯卡-格拉布斯卡，87歲，波蘭畫家。

### 11日
- 伊格內修斯·加塔斯，71歲，美國梅爾凱特希臘天主教會主教。
- 威廉·諾伊費爾德，91歲，美國田徑運動員和奧運選手。[38]
- 弗勒利希·雷尼，85歲，美國人類學家和學者。[39]
- 扎基爾·尤西福夫，36歲，亞塞拜然士兵和戰爭英雄

### 12日
- 大衛·德拉貢斯基，82歲，蘇聯軍官和政治家。
- 尤利西斯·吉馬良斯，76歲，巴西政治家
- 约翰·汉考克，51歲，美國演員[40]
- 埃迪·古柏斯，77歲，荷蘭擊劍運動員[41]
- 吉姆·珀西，43歲，澳大利亞社會主義政治家，癌症。

### 13日
- 圖拉·貝爾，86歲，美國兒童電影女演員[42]
- 雅克·德勒波，66歲，法國足球運動員。
- 詹姆斯·馬歇爾，50歲，美國作家[43]
- 萊斯·鮑森，87歲，美國馬拉松運動員。
- 休斯·陸克文，71歲，美國新聞播音員[44]
- 太地喜和子，48歲，日本電影女演員[45]

### 14日
- 秦牧，73歲，中國教育家、作家。
- 保羅·埃里克·彼得森，65歲，丹麥足球運動員[46]
- 安娜·瑪麗亞·范吉恩，64歲，荷蘭體操運動員[47]
- 威廉·沃德爾，71歲，蘇格蘭足球運動員。[48]

### 15日
- 吉諾·卡瓦列里，97歲，義大利演員。
- 弗蘭克斯男爵奧利弗·弗蘭克斯，87歲，英國哲學家和外交官。[49]
- 塔爾溫德·辛格·帕爾瑪，48歲，印度激進分子和加拿大錫克教恐怖分子，被員警槍殺。
- 傑基·沙利文，74歲，美國職業棒球大聯盟球員。[50]

### 16日
- 雪莉·布思，94歲，美國女演員[51]
- 查理·伯利，75歲，美國拳擊手[52]
- 約翰·特雷西·埃利斯，87歲，天主教會歷史學家[53]
- 莫裡斯·費奧迪耶爾，90歲，法國記者和畫家。[54]
- 安娜·希爾·約翰斯通，79歲，美國服裝設計師[55]
- 維吉塔·馬利卡，49歲，斯裡蘭卡女演員，癌症。
- 安塔納斯·波什卡，89歲，立陶宛旅行家和人類學家。
- 威廉·埃德蒙·羅賓遜，72歲，美國政治家。
- 弗拉德克·謝巴爾，69歲，波蘭演員和歌手[56]

### 17日
- 埃德加·錢德勒，46歲，美國橄欖球運動員[57]
- 布萊恩·伊頓，75歲，澳大利亞空軍司令。
- 赫爾曼·約翰內斯，80歲，印尼政治家和科學家。
- 奧瑞斯提拉斯科斯，84歲，希臘電影導演、編劇和演員[58]
- 約翰·奧康奈爾，88歲，美國棒球運動員[59]
- 卡洛馬圖洛·庫爾博諾夫，30歲，塔吉克歌手
- 普雷姆薩加爾，75歲，英屬印度陸軍軍官。
- 魯賓·特爾-阿魯圖尼恩，72歲，美國服裝和佈景設計師[60]
- 塔德烏什·茲穆津斯基，68歲，波蘭鋼琴家。

### 18日
- 約拉姆·班-波拉特，55歲，以色列學者和經濟學家，交通事故。
- 默爾·康迪特，75歲，美國橄欖球運動員。[61]
- 傑拉爾德·埃裡森，82歲，英國聖公會主教。[62]
- 福井诚，52歲，日本自由泳運動員和奧運選手。
- 阿爾伯特·施瓦茨，69歲，美國動物學家。[63]
- 艾莉亞·蘇利亞克，91歲，第二次世界大戰期間的波士尼亞克羅埃西亞戰犯。

### 19日
- 艾特利·唐納德，82歲，美國棒球運動員[64]
- 阿圖羅·法里亞斯，65歲，智利足球運動員。
- 奧爾多·焦爾達尼，77歲，義大利電影攝影師。
- 威利·拉莫特，72歲，加拿大音樂家[65]
- 莫裡斯·勒魯，69歲，法國作曲家[66]
- 馬格努斯·派克，83歲，英國營養學家和電視節目主持人[67]
- 伍爾夫施密特，80歲，丹麥-英國雙重間諜[68]
- 詹姆斯·斯托克，87歲，美國數學家和工程師[69]
- 阿爾文·史托勒，67歲，美國爵士鼓手[70]
- 亞瑟·溫特，72歲，牙買加奧運短跑運動員[71]

### 20日
- 米米·艾耶瑪，96歲，義大利女演員。
- 歐頓·奇爾瓦，73歲，馬拉威政治家和政治犯。
- 斯坦利·麥克馬斯特，66歲，北愛爾蘭統一派政治家。
- 科恰·波波維奇，84歲，南斯拉夫政治家，副總統（1966-1967）。
- 傑克·雷迪什，65歲，美國奧林匹克高山滑雪運動員（1948年，1952年）。[72]
- 維爾納·托爾卡諾夫斯基，66歲，德國指揮家[73]
- 薩姆·瓦尼，84歲，芬蘭畫家。
- 魯迪·魏森斯坦，82歲，以色列攝影師。

### 21日
- 安特‧西里加，94歲，克羅埃西亞政治家和作家[74]
- 喬·德懷爾，89歲，美國棒球運動員[75]
- 吉姆·加里森，70歲，美國律師.[76]
- 弗朗索瓦-迪迪埃·格雷，86歲，摩納哥政治家和國務部長。
- 鮑勃·托德，70歲，英國喜劇演員。

### 22日
- 埃里克·阿什比，88歲，英國植物學家和教育家[77]
- 瑞德·巴柏，84歲，美國體育節目主持人[78]
- 卡洛·貝納里，83歲，義大利作家。
- 喬治·德·斯特凡尼，88歲，義大利網球運動員。
- 帕維爾·杜賓達，78歲，第二次世界大戰期間蘇聯紅軍戰爭英雄。
- 紐厄爾·A·喬治，88歲，美國政治家。
- 威爾遜·漢弗萊斯，64歲，蘇格蘭足球運動員和經理。[79]
- 沃爾夫·凱撒，75歲，德國戲劇和電影演員[80]
- 克利文·利特爾，53歲，美國演員[81]
- 安德列·范德耶，83歲，比利時足球運動員和教練。

### 23日
- 巴寧，86歲，亞塞拜然裔法國作家。
- 多蘿西·鄧巴，90歲，美國女演員和社交名流。
- 恩斯特·哈特曼，76歲，德國醫生、作家和公關人員。
- 威廉·馬塞洛斯，72歲，美國古典鋼琴家[82]
- 弗農·摩根，88歲，英國奧運會障礙賽運動員[83]

### 24日
- 大衛·阿切爾，61歲，巴巴多斯板球運動員和裁判員。
- 羅利·科爾溫，48歲，美國作家[84]
- 穆罕默德·易卜拉欣·赫瓦庫茲，72歲，阿富汗政治家和作家。
- 古斯塔夫·克奈普，87歲，德國作曲家。[85]
- 吉米·奧蘭多，76歲，加拿大冰球運動員。[86]
- 路易士·羅薩萊斯，82歲，西班牙詩人和散文家[87]

### 25日
- 阿德利諾·達·帕爾馬·卡洛斯，87歲，葡萄牙政治家，總理（1974年）。
- 阿諾德·S·伊格爾，82-83歲，匈牙利裔美國攝影師。[88]
- 喬治·洛基，69歲，義大利記者和作家。
- 凱倫·莉凱，88歲，丹麥女演員。
- 羅傑·米勒，56歲，美國音樂家[89]
- 理查德·普塞特-達特，76歲，美國抽象藝術家。[90]
- 彼得賴斯，57歲，愛爾蘭結構工程師[91]
- 伊萬·斯維特里奇尼，63歲，烏克蘭詩人、文學評論家和蘇聯持不同政見者。

### 26日
- 傑羅姆·安德魯斯，83-84歲，美籍法國舞蹈家和編舞家[92]
- 勞雷爾·克羅寧，53歲，美國女演員[93]
- 梅爾文·迪臣，42歲，美國作家和詩人[94]
- 保羅·艾斯勒，85歲，奧地利發明家。
- 里奇利·蓋瑟爾，89歲，美國陸軍中將[95]

### 27日
- 伊万·安德烈亚迪斯，68歲，捷克斯洛伐克乒乓球運動員。
- 伊什特萬·巴羅格，80歲，匈牙利足球運動員和經理。
- 戴维·玻姆，74歲，美籍英國理論物理學家[96]
- 保羅·傑瑟普，84歲，美國鐵餅擲手，鉛球運動員[97]
- 羅伊·馬歇爾，62歲，巴巴多斯-英國板球運動員[98]
- 納亞爾·蘇丹娜，55歲，巴基斯坦電影女演員
- 威爾遜·惠特利，37歲，美國大學橄欖球運動員

### 28日
- 吳賢銘，69歲，中華民國中央研究院第14屆（數理科學組）院士。[99]
- 休伯特·貝努瓦，88歲，法國心理治療師[100]
- 格雷格·杜海姆，39歲，加拿大田徑運動員和奧運選手[101]
- 查理斯·佩拉特，78歲，阿爾及利亞-法國學者、歷史學家和翻譯家[102]
- 林慎，84歲，臺灣政治家。

### 29日
- 喬治·T·克萊門斯，90歲，美國電影攝影師。
- 曼努埃爾·安東尼奧·德·瓦羅納，83歲，古巴律師和政治家。
- 肯尼斯·麥克米蘭，62歲，英國芭蕾舞演員[103]
- 路易士·馬林，61歲，法國哲學家、歷史學家和藝術評論家。[104]

### 30日
- 迪奥尼齐耶·德沃尔尼奇，66歲，克羅埃西亞足球運動員。
- 班·萊西，90歲，美國喜劇演員和演員[105]
- 瓊·米切爾，67歲，美國藝術家[106]
- 庫拉代瓦姆·拉賈戈帕爾，61歲，印度演員。

### 31日
- 特雷弗·阿特金森，49歲，英格蘭足球運動員[107]
- 讓·赫貝，76歲，法國-阿爾及利亞電影演員。
- 布萊恩·麥凱布，78歲，英國運動員[108]
- 薩米·沃德，28-29歲，北愛爾蘭准軍事人員